# Zaliv Ha Long
Zaliv Hạ Long (vietnamsko Vịnh Hạ Long) je na Unescovem seznamu svetovne dediščine in priljubljena popotniška destinacija v provinci Quảng Ninh v Vietnamu. Ime Hạ Long pomeni »spuščajoči se zmaj«. Administrativno zaliv pripada mestu Hạ Long, mesto Cẩm Phả in je del okrožja Vân Đồn. V zalivu je na tisoče apnenčastih otokov in otočkov različnih oblik in velikosti. Zaliv Hạ Long je središče večjega območja, ki vključuje zaliv Bai Tu Long na severovzhodu in otok Cát Bà na jugozahodu. Ta večja območja imajo podobne geološke, geografske, geomorfološke, podnebne in kulturne značilnosti.
Zaliv Hạ Long ima površino okoli 1553 km², vključno z 1960–2000 otočki, ki so večinoma iz apnenca. Jedro zaliva ima površino 334 km² z visoko gostoto 775 otočkov. Apnenec v tem zalivu je nastajal 500 milijonov let v različnih pogojih in okoljih. Razvoj krasa v tem zalivu je pod vplivom tropskega vlažnega podnebja trajal 20 milijonov let. Geološka raznovrstnost okolja na tem območju je ustvarila biotsko raznovrstnost, vključno z tropskim zimzelenim biosistemom, oceanskim in morskim obalnim biosistemom. Hạ Long Bay je dom 14 endemičnih rastlinskih vrst in 60 endemičnih živalskih vrst.
Zgodovinske raziskave so pokazale prisotnost pračloveka na tem območju že pred več deset tisoč leti. Zaporedne starodavne kulture so kultura Soi Nhụ okoli 18.000–7000 pr. n. št., kultura Cái Bèo 7000–5000 pr. n. št. in kultura Hạ Long pred 5000–3500 leti. Zaliv Hạ Long je zaznamoval tudi nekaj pomembnih dogodkov v vietnamski zgodovini, s številnimi artefakti, najdenimi na gori Bài Thơ, jami Đầu Gỗ in Bãi Cháy.
Pred 500 leti je Nguyễn Trãi opeval lepoto zaliva Hạ Long v svojem verzu Lộ nhập Vân Đồn, v katerem ga je poimenoval »skalni čudež na nebu«. Leta 1962 je Ministrstvo za kulturo, šport in turizem Severnega Vietnama uvrstilo zaliv Hạ Long v publikacijo National Relics and Landscapes. Leta 1994 je bilo osrednje območje zaliva Hạ Long uvrščeno na seznam svetovne dediščine v skladu z merilom VII, drugič pa je bilo uvrščeno na seznam pod merilom VIII.
V območju zaliva so snemali tudi enega izmed filmov o agentu Jamesu Bondu, Tomorrow Never Dies (Jutri nikoli ne umre).

## Etimologija
Ime Hạ Long (chữ Hán: 下龍) pomeni »spuščajoči se zmaj«.
Pred 19. stoletjem ime Hạ Long ni bilo zabeleženo v starih knjigah države. Imenovali so ga An Bang, Lục Thủy, Vân Đồn ... Konec 19. stoletja se je ime Hạ Long pojavilo na pomorskem zemljevidu Francije. V francoskem časopisu Hai Phong News so poročali, da se je »zmaj pojavil v zalivu Hạ Long«.
Po lokalni legendi, ko se je Vietnam šele začel razvijati v državo, so se morali boriti proti zavojevalcem. Da bi pomagali Vietnamcem pri obrambi njihove države, so bogovi poslali družino zmajev kot zaščitnikov. Ta družina zmajev je začela pljuvati dragulje in žad. Ti dragulji so se spremenili v otoke in otočke, posejane po zalivu, ki so se povezali v velik zid proti vsiljivcem. Pod magijo so se na morju nenadoma pojavile številne skalne gore, pred ladjami vsiljivcev; prednje ladje so udarile ob skale in druga ob drugo. Po zmagi v bitki je zmaje zanimalo mirno ogledovanje Zemlje, nato pa so se odločili živeti v tem zalivu. Kraj, kamor se je spustila mati zmaj, so poimenovali Hạ Long, kraj, kjer so zmajevi otroci skrbeli za svojo mamo, se je imenoval Bái Tử (Dolgi otok) (Bái: spremljaj, Tử: otroci, Long: zmaj), in kraj, kjer so zmajevi otroci silovito vijugali z repi, se je imenoval otok Bạch Long Vĩ (Bạch: bela barva pene, ki je nastala, ko so zvijali Zmajevi otroci, Long: zmaj, Vĩ: rep), današnji polotok Tra Co, Móng Cái.

## Pregled
Zaliv je sestavljen iz gostega grozda približno 1600 apnenčastih monolitnih otokov, od katerih je vsak na vrhu porasel z gosto džungelsko vegetacijo, ki se spektakularno dviga iz oceana. Več otokov je votlih, z ogromnimi jamami. Hang Dau Go (jama z lesenimi koli) je največja jama na območju Hạ Long. Francoski turisti so jo obiskali v poznem 19. stoletju in jamo poimenovali Grotte des Merveilles. Njene tri velike dvorane vsebujejo veliko število stalaktitov in stalagmitov (kot tudi francoske grafite iz 19. stoletja). Obstajata dva večja otoka, Tuần Châu in Cát Bà, ki imata stalne prebivalce, pa tudi turistične objekte, vključno s hoteli in plažami. Na manjših otokih je kar nekaj lepih plaž.
Skupnost približno 1600 ljudi živi v zalivu Hạ Long v štirih ribiških vaseh: Cua Van, Ba Hang, Cong Tau in Vong Vieng v predelu Hung Thang v mestu Hạ Long. Živijo v plavajočih hišicah in se preživljajo z ribolovom in morskim ribogojstvom (gojenjem morske flore), v plitvih vodah pa živi 200 vrst rib in 450 različnih vrst mehkužcev. Številni otoki so dobili svoja imena zaradi razlage svojih nenavadnih oblik. Takšna imena so Voi Islet (slon), Ga Choi Islet (bojni petelin), Khi Islet (opica) in Mai Nha Islet (streha). 989 otokov je dobilo imena. Na nekaterih otokih živijo tudi ptice in živali, vključno z bantami, antilopami, opicami in kuščarji.
Skoraj vsi ti otoki so kot posamezni stolpi v klasični pokrajini fenglin z višinami od 50 do 100 metrov in razmerjem med višino in širino do približno šest.
Druga posebnost zaliva Hạ Long je obilica jezer znotraj apnenčastih otokov. Na primer, otok Dau Be ima šest zaprtih jezer. Vsa ta otoška jezera zasedajo utopljene doline znotraj fengconškega krasa.

### Lega
Zaliv Hạ Long leži v severovzhodnem Vietnamu, od E106°55' do E107°37' in od N20°43' do N21°09'. Zaliv se razteza od mesta Quang Yen, mimo mesta Hạ Long, mesta Cẩm Phả do okrožja Vân Đồn, na jugu in jugovzhodu meji na zaliv Lan Ha, na severu na mesto Hạ Long in na zahodu na zaliv Bai Tu Long. Zaliv ima 120 kilometrov dolgo obalo in je velik približno 1553 km² s približno 2000 otočki. Območje, ki ga je Unesco uvrstil na seznam svetovne naravne dediščine, obsega 434 km² s 775 otočki, od katerih je osrednje območje razmejeno z 69 točkami: otok Dau Go na zahodu, jezero Ba Ham na jugu in Cong Tay otok na vzhodu. Zaščiteno območje je od bencinske trgovine Cái Dăm do oddelka Quang Hanh, mesta Cẩm Phả in okolice.

### Podnebje
Podnebje zaliva je tropsko, mokro, morsko otočje, z dvema letnima časoma: vroče in vlažno poletje, suha in hladna zima. Povprečna temperatura je med 15–25 °C, letna količina padavin pa med 2 in 2,2 metra. Zaliv Hạ Long ima tipičen dnevni sistem plimovanja (amplituda plimovanja se giblje od 3,5–4 metre). Slanost je od 31 do 34,5 ton v sušnem obdobju in nižja v deževnem obdobju.

### Prebivalstvo
Od 1969 otokov v Hạ Longu jih je le približno 40 naseljenih. Ti otoki so veliki od deset do tisoč hektarjev, predvsem na vzhodu in jugovzhodu zaliva Hạ Long. V zadnjih desetletjih se je na tisoče vaščanov začelo naseljevati na neokrnjenih otokih in graditi nove skupnosti, kot so otok Sa Tô (Hạ Long City), otok Thắng Lợi (okrožje Vân Đồn).
V zalivu Hạ Long živi približno 1540 prebivalcev, večinoma v ribiških vaseh Cửa Vạn, Ba Hang in Cặp Dè (Hùng Thắng Ward, Hạ Long City). Prebivalci zaliva večinoma živijo na čolnih in splavih, ki jih podpirajo gume in plastični posode, da bi olajšali ribolov, gojenje in razmnoževanje vodnih in morskih vrst. Ribe je treba hraniti vsak drugi dan do tri leta, nato pa jih na koncu prodajo lokalnim restavracijam z morsko hrano. Danes se je življenje prebivalcev zaliva Hạ Long močno izboljšalo zaradi novih potovalnih podjetij. Prebivalci plavajočih vasi okoli zaliva Hạ Long zdaj turistom ponujajo spalnice za najem, izlete z ladjo in sveže morske obroke. Čeprav je to izolacijski, naporen način življenja, prebivalci plavajočih vasi veljajo za premožne za prebivalce drugih otokov zaliva Hạ Long.
Vlada province Quảng Ninh izvaja politiko preselitve gospodinjstev, ki živijo v zalivu, da bi se ponovno naselila, da bi stabilizirala njihovo življenje in zaščitila pokrajino območja dediščine. Več kot 300 gospodinjstev, ki živijo v ribiških vaseh v zalivu Hạ Long, je bilo od maja 2014 preseljenih na obalo v območje ponovne naselitve Khe Cá, zdaj znano kot cona 8 (Hà Phong Ward, mesto Hạ Long). Ta projekt se bo še naprej izvajal. Provinca bo obdržala le nekaj ribiških vasi za oglede.

## Geologija in geomorfologija
Leta 2000 je Unescov odbor za svetovno dediščino vpisal zaliv Hạ Long na seznam svetovne dediščine glede na njegove izjemne primere, ki predstavljajo glavne faze zgodovine Zemlje in njegove prvotne apnenčaste kraške geomorfološke značilnosti. Hạ Long in njegova sosednja območja sestavljajo del kitajsko-vietnamskega kompozitnega terena, ki ima svojo zgodovino razvoja od predkambrija do danes. Med fanerozoikom so terigeni, vulkanogeni in rožnato-karbonatni sedimenti, ki so v izobilju vsebovali graptolite, brahiopode, ribe, korale, foraminifere, radiolarije, školjke in floro, ločeni drug od drugega z 10 stratigrafskimi vrzeli, vendar je bila meja med devonom in karbonom obravnavana kot neprekinjena. Apnenčasta kraška geomorfologija zaliva je bila razvita že od miocena dalje, zlasti stožčasti griči (fengcong) ali osamljeni visoki apnenčasti kraški stolpi (fenglin) s številnimi ostanki starih freatskih jam, starih kraških podnožnih jam, morskih zareznih jam tvorijo veličasten apnenec kraške oblike kot edinstvene na svetu. Kvartarna geologija se je razvila skozi 5 ciklov s prepletanjem morskega in celinskega okolja. Sedanji zaliv Hạ Long se je dejansko pojavil po največji transgresiji v srednjem holocenu, pri čemer je zapustila končno območje bočnega spodkopavanja v apnenčastih pečinah, ki nosijo številne lupine ostrig, s starostjo 14C od 2280 do >40 000 let pred sedanjostjo. Geološki viri so bogati: antracit, lignit, naftni skrilavec, nafta, fosfat, apnenec in dodatki cementu, kaolin, kremenčev pesek, dolomit, kvarcit eksogenega izvora ter antimon, živo srebro hidrotermalnega izvora. Poleg tega so na obali zalivov Hạ Long – Bái Tử Long še vedno površinska voda, podzemna voda in termomineralna voda ter drugi okoljski viri.
Z vidika morske geologije je to območje zabeleženo kot posebno obalno sedimentno okolje. V okolju alkalne morske vode proces kemične denudacije kalcijevega karbonata poteka hitro in ustvarja široke, nenavadno oblikovane morske zareze.
Pridneni površinski sedimenti so različni od glinastega mulja do peska, vendar po razširjenosti prevladujeta muljasto blato in glinasto blato. Zlasti karbonatni materiali, ki izvirajo iz organizmov, predstavljajo od 60 do 65 % vsebnosti usedlin. Površinski sedimenti koralnih grebenov so večinoma pesek in prodniki, od katerih karbonatni materiali predstavljajo več kot 90 %. Sedimenti medplimskega območja so različni, od glinastega blata do peska in gramoza, odvisno od izrazitih sedimentnih okolij, kot so mangrovska močvirja, plimovanje, plaže itd. Na majhnih, a čudovito lepih plažah so lahko peščene usedline prevladujoči kremenčevi ali karbonatni materiali.
Sedimentne plasti območja med plimovanjem, zgornje morsko dno z ravnim površjem, ki ohranja starodavne reke, sistemi jam in njihovi sedimenti, sledovi starodavnega morskega delovanja, ki tvori značilne zareze, plaže in morske terase, močvirja mangrov so pomemben dokaz geoloških dogodkov in procesov. ki poteka v kvartarju.

### Zgodovina tektonike
Zaliv Hạ Long je preživel vsaj 500 milijonov let v različnih geoloških stanjih orogeneze, morske transgresije (napredovanje morja na kopno) in morske regresije. V obdobjih ordovicija in silurja (pred 500–410 milijoni let) je bil zaliv Hạ Long globokomorski. V obdobju karbona in perma (pred 340–250 milijoni let) je bil zaliv Hạ Long na plitvi morski gladini.
Prevladujoče gibanje neotektonskih in nedavnih tektonskih dvigov je močno vplivalo na topografijo tega območja, sedanja pokrajina morskih otokov pa je nastala pred približno 7 ali 8 tisoč leti z invazijo morja med holocensko transgresijo, ki se je začela pred približno 17–18 tisoč leti. Zlasti iz časa holocena, pred približno 11.000 leti, ima območje Cat Ba – Hạ Long veliko arheoloških dokazov, ki povezujejo razlike v morski gladini z razvojem starodavnih kultur, kot sta kulturi Soi Nhu in Hạ Long.

### Kraška geomorfološka vrednost
Zaradi hkratne kombinacije idealnih dejavnikov, kot so debele, blede, sive in močne apnenčaste plasti, ki jih tvorijo drobnozrnati materiali; vroče in vlažno podnebje ter počasen tektonski proces kot celota je imel zaliv Hạ Long 20 milijonov let popoln kraški razvoj. V zalivu je veliko tipov kraške topografije, na primer kraško polje.
Hạ Long Bay je zrela kraška pokrajina, ki se je razvila v toplem, mokrem, tropskem podnebju. Zaporedje stopenj v razvoju kraške pokrajine v obdobju 20 milijonov let zahteva kombinacijo več različnih elementov, vključno z ogromno debelino apnenca, vročim mokrim podnebjem in počasnim splošnim tektonskim dvigom. Proces nastajanja krasa delimo na pet faz, od katerih je druga nastajanje izrazitega dolinskega krasa. Sledi razvoj fengcong krasa, ki ga lahko vidimo v skupinah hribov na Bo Hon in Dau Be Inland. Ti stožci z nagnjenimi stranicami so v povprečju visoki 100 m, najvišji pa presega 200 m. Za fenglinski kras so značilni strmi ločeni stolpi. Na stotine skalnatih otokov, ki tvorijo čudovito in znamenito pokrajino zaliva, so posamezni stolpi klasične pokrajine fenglin, kjer je vmesne ravnice potopilo morje. Večina stolpov doseže višino med 50 in 100 m z razmerjem med višino in širino okoli 6. Kraške doline je poplavilo morje in nastala je obilica jezer, ki ležijo znotraj apnenčastih otokov. Na primer, otok Dau Be ob ustju zaliva ima šest zaprtih jezer, vključno z jezeri Ba Ham, ki ležijo znotraj krasa fengcong. Zaliv vsebuje primere krajinskih elementov fengconga, fenglina in kraške ravnice. Ne gre za ločene evolucijske stopnje, temveč za rezultat naravnih neenotnih procesov pri denudaciji velike mase apnenca. Morska erozija je ustvarila zareze, ki so se ponekod razširile v jame. Morska zareza je značilnost apnenčaste obale, vendar je v zalivu Hạ Long ustvarila zrelo pokrajino.
Znotraj zaliva Hạ Long so glavne dostopne jame starejši rovi, ki so preživeli iz časa, ko se je kras razvijal skozi različne stopnje fengcong in fenglin. Na apnenčastih otokih lahko prepoznamo tri glavne vrste jam (Waltham, T. 1998):
- Ostanki starih freatskih jam
- Stara kraške podnožja
- Morske zarezne jame

Prvo skupino sestavljajo stare freatske jame, ki vključujejo Sung Sot, Tam Cung, Lau Dai, Thien Cung, Dau Go, Hoang Long, Thien Long. Dandanes te jame ležijo na različnih višinah. Jama Sung Sot je na otoku Bo Hon. Iz njenih prisekanih vhodnih prostorov se na polici visoko na pečini spušča proti jugu več kot 10 m visok in širok prehod. Tam Cung je velika freatska razpokana jama, ki se je razvila v slojnih ravninah apnenca, ki deli razpokano jamo na tri prekate. Lau Dai je jama s kompleksom prehodov, ki se raztezajo čez 300 m in se odpirajo na južni strani otoka Con Ngua. Thien Cung in Dau Go sta ostanka istega starega jamskega sistema. Obe preživita na severnem delu otoka Dau Go na nadmorski višini med 20 in 50 m. Thien Cung ima eno veliko komoro, dolgo več kot 100 m, ki je na svojih koncih blokirana in skoraj razdeljena na manjše komore z masivnim zidom iz kapnikov. Dau Go je en sam velik predor, ki se spušča vzdolž velikega sklopa prelomov do ogromnega zagona.
Druga skupina jam so stare kraške podnožne jame, ki vključujejo jame Trinh Lu, Bo Nau, Tien Ong in Trong. Podnožne jame so vseprisotna značilnost kraške pokrajine, ki je dosegla stopnjo razširjenega bočnega spodkopavanja na osnovni ravni. Lahko segajo nazaj v labirintne jame ali potočne jame, ki iztekajo iz večjih jamskih sistemov znotraj apnenca. Odlikuje jih to, da so glavni elementi njihovih prehodov blizu horizontale in so običajno povezani z denudiranimi ali akumuliranimi terasami na starih osnovnih nivojih. Trinh Nu, ki je ena večjih podzemnih jam v zalivu Hạ Long Bay s stropom na približno 12 m nadmorske višine in približno 80 m dolžine, se je razvila v več fazah. Bo Nau, vodoravna jama, ki vsebuje stare kapniške usedline, seka pod kotom 25o plastne ravnine.
Tretja skupina so morske zarezne jame, ki so posebnost krasa zaliva Hạ Long. Proces raztapljanja morske vode, ki deluje na apnenec, in erozija zaradi delovanja valov naredi zareze na dnu pečin. V ugodnih razmerah raztapljanje apnenca omogoča, da se skalne zareze enakomerno poglabljajo in razširijo v jame. Mnogi od teh na morski gladini se raztezajo naravnost skozi apnenčaste hribe v utopljene doline, ki so zdaj plimska jezera.
Posebnost morskih zareznih jam je popolnoma gladek in vodoraven strop, ki je prerezan skozi apnenec. Nekatere jame z morskimi zarezami niso nastale na sedanji gladini morja, temveč stare morske gladine, povezane s spremembami morske gladine v holocenski transgresiji, do pleistocenske gladine morja. Nekatere med njimi so ohranile razvoj stare kraške jame v celinskem okolju ali ohranile ostanke starejših freatskih jam. Ena najbolj nenavadnih značilnosti zaliva Hạ Long je skupina skritih jezer Bo Ham in njihovih povezovalnih tunelov – zareznih jam na otoku Dau Be. Od obodne pečine otoka sega približno 150 m do jezera 1 jama, široka 10 m na vodni gladini in ukrivljena tako, da je skoraj popolnoma temna. Jama Luon je na otoku Bo Hon in sega 50 m do zaprtega plimskega jezera. Ima ogromen kapnik, ki visi 2 m navzdol in je prisekan na sodobni ravni plimovanja. V svojem nastajanju je šlo skozi številne faze.
Kraška pokrajina zaliva Hạ Long je mednarodnega pomena in temeljnega pomena za geomorfološko znanost. Kraški stolp fenglin, ki je tip, ki je prisoten v večjem delu zaliva Hạ Long, je najbolj skrajna oblika razvoja apnenčaste krajine. Če te kraške pokrajine na splošno primerjamo glede na njihovo višino, strmino in število njihovih apnenčastih stolpov, je zaliv Hạ Long verjetno drugi na celem svetu le za Yangshoujem na Kitajskem. Vendar pa je tudi zaliv Hạ Long preplavilo morje, tako da je geomorfologija njegovih apnenčastih otokov vsaj delno posledica morske erozije. Morska invazija odlikuje zaliv Hạ Long in ga dela edinstvenega na svetu. Obstajajo še druga območja potopljenih kraških stolpov, ki jih je vdrlo morje, vendar nobeno ni tako obsežno kot zaliv Hạ Long.

## Ekologija
Zaliv Hạ Long je gostitelj dveh ekosistemov: tropskega, vlažnega, zimzelenega deževnega gozda; ter morski in obalni ekosistem. V zalivu živi sedem endemičnih vrst: palma Livistona halongensis, nedotika Impatiens halongensis, Chirita halongensis, Primulina hiepii, Primulina modesta, Paraboea halongensis in Alpinia calcicola. Najdemo lahko tudi bioluminiscentni plankton.[19]
Številni otoki, ki so posejani po zalivu, so dom številnim drugim vrstam, vključno (vendar verjetno ne omejeno na): 477 magnolij, 12 praproti, 20 rastlin slanih močvirij in 4 dvoživke, 10 plazilcev, 40 ptičev in 4 sesalci.
Običajne vodne vrste v zalivu so: sipe (mực); ostriga (hào); cyclinae (ngán); kozice (penaeidea (tôm he), panulirus (tôm hùm), parapenaeopsis (tôm sắt) itd.); sipunculoideas (sá sùng); nerita (ốc đĩa); charonia tritonis (ốc tù và); in riba Alepes kleinii.

### Škoda za okolje
Z naraščajočo turistično trgovino so izkrčili mangrove in morske trave ter zgradili pomole in pristane za turistične čolne.
Ribolov, pogosto v bližini koralnih grebenov, ogroža številne ogrožene vrste rib.
Lokalna vlada in podjetja se zavedajo težav, zato so bili že sprejeti številni ukrepi za zmanjšanje vpliva turizma na okolje zaliva za trajnostno gospodarsko rast, kot je uvedba okolju prijaznih potovanj in uvedba strogega nadzora odpadkov v letoviščih.

## Nagrade in imenovanja
Leta 1962 je vietnamsko ministrstvo za kulturo, šport in turizem zaliv Hạ Long določilo za »priznan nacionalni krajinski spomenik«.
Zaliv Hạ Long je bil prvič uvrščen na Unescov seznam svetovne dediščine leta 1994  kot priznanje za njegovo izjemno, univerzalno estetsko vrednost. Leta 2000 je Odbor za svetovno dediščino dodatno priznal zaliv Hạ Long za njegovo izjemno geološko in geomorfološko vrednost in njegov seznam svetovne dediščine je bil posodobljen.
Oktobra 2011 je Svetovni sklad za spomenike (World Monuments Fund) vključil Ribiške vasi v zalivu Ha Long med World Monuments Watch 2012, pri čemer je navedel pritisk turizma in z njim povezanega razvoja kot grožnjo mestu, ki jo je treba obravnavati.
Leta 2012 je zaliv Hạ Long pobuda New 7 Wonders Bay Hạ Long Bay uradno imenovala za enega od novih 7 čudes narave.
Zaliv Hạ Long je tudi del Kluba najlepših zalivov sveta.

## V popularni kulturi

### Starodavne pripovedke
Prebivalci zaliva in njegovega sosednjega mesta so prenesli številne starodavne zgodbe, ki pojasnjujejo imena različnih otokov in jam v zalivu.
- Jama Đầu Gỗ (jama »konec lesenih rešetk«): te lesene palice v tej jami so ostanki ostrih lesenih stebrov, zgrajenih pod vodno gladino po ukazu poveljnika Trần Hưng Đạo, da bi potopil ladje mongolskih osvajalcev v 13. stoletje.
- Jama Kim Quy (jama »Zlate želve«): pravijo, da je Zlata želva odplavala proti Vzhodnemu morju (mednarodno ime: Južnokitajsko morje), potem ko je vrnila sveti meč, ki je pomagal kralju Lê Thái Tổ v boju proti vsiljivcem Ming. iz Kitajske. Nato je Zlata želva z odobritvijo morskega kralja nadaljevala boj proti pošastim v tem morskem območju. Želva se je izčrpala in umrla v jami. Zato je jama dobila ime po zlati želvi.
- Otoček Con Cóc (Žabji otoček): žabi podoben otok. Po starodavnih pripovedkah je v letu hude suše žaba vse živali usmerila v nebesa in protestirala proti Bogu. Demonstrirali so za povzročanje dežja. Posledično mora Bog sprejeti žabo kot svojega strica. Od takrat, ko žabe škripajo z zobmi, mora bog zliti vodo na tla.
- Hang Trống in Hang Trinh Nữ (Moška jama in Deviška jama): zgodba govori o lepi ženski, ki se je zaljubila v ribiča, ki mora nedolgo po njuni zaroki odpluti na morje, lastnik je videl to lepo dekle in jo ujel, a z njenim odporom je posestnik dekle izgnal na oddaljeni otok. Potem ko so jo pustili stradati, je umrla in se spremenila v kip, ki so ga ljudje imenovali Hang Trinh Nữ (deviška jama). Njen zaročenec je stekel na dekličin otok in ko je izvedel, kaj se je zgodilo, je zavil na bližnji otoček, imenovan Hang Trống (Moška jama).
- Jama Thiên Cung (dobesedno »rajska jama«): ta jama je eno od mest, povezanih s starodavnim zmajskim kraljem. Pravijo, da je jama Thiên Cung kraj, kjer je potekala sedemdnevna poroka zmajskega kralja. Paru so čestitali številni zmaji in sloni, ki so plesali in leteli.

### Video igre
Zaliv Hạ Long se pojavi v videoigri Civilization VI iz leta 2016 Khmer and Indonesia Civilization & Scenario Pack kot naravni čudež. Poleg zagotavljanja hrane, proizvodnje in kulture krepi obrambo mornariških enot na svojem območju.

## Galerija
- Zaliv Ha Long
- Džunka